# Andrew Hunter (Schwimmer, 1986)
Andrew Hunter (* 25. Juli 1986 in Halton) ist ein schottischer und britischer Schwimmer.
Sein erster internationaler Auftritt war bei den Commonwealth Games 2006 in Melbourne. Dort gewann er mit der schottischen 4 × 200-m-Freistilstaffel Silber. Bei den Kurzbahnweltmeisterschaften 2008 in Manchester gewann er mit der britischen 4 × 200-m-Freistilstaffel und neuem Europarekord die Silbermedaille. Bei den britischen Schwimmmeisterschaften 2008 konnte er sich für die Olympischen Sommerspiele 2008 in Peking für die 4 × 200-m-Freistilstaffel qualifizieren.

## Rekorde
| Europarekorde (1)                                                | Europarekorde (1) | Europarekorde (1) | Europarekorde (1) |
| ---------------------------------------------------------------- | ----------------- | ----------------- | ----------------- |
| 4 × 200 m Freistil (Kurzbahn) (mit Carry, Renwick und Davenport) | 06:56,52 min      | 10. April 2008    | Manchester        |
| (Stand: 8. August 2008)                                          |                   |                   |                   |